# Satyrus ferula
Satyrus ferula är en fjärilsart som beskrevs av Fabricius 1793. Satyrus ferula ingår i släktet Satyrus och familjen praktfjärilar. Inga underarter finns listade.

## Bildgalleri

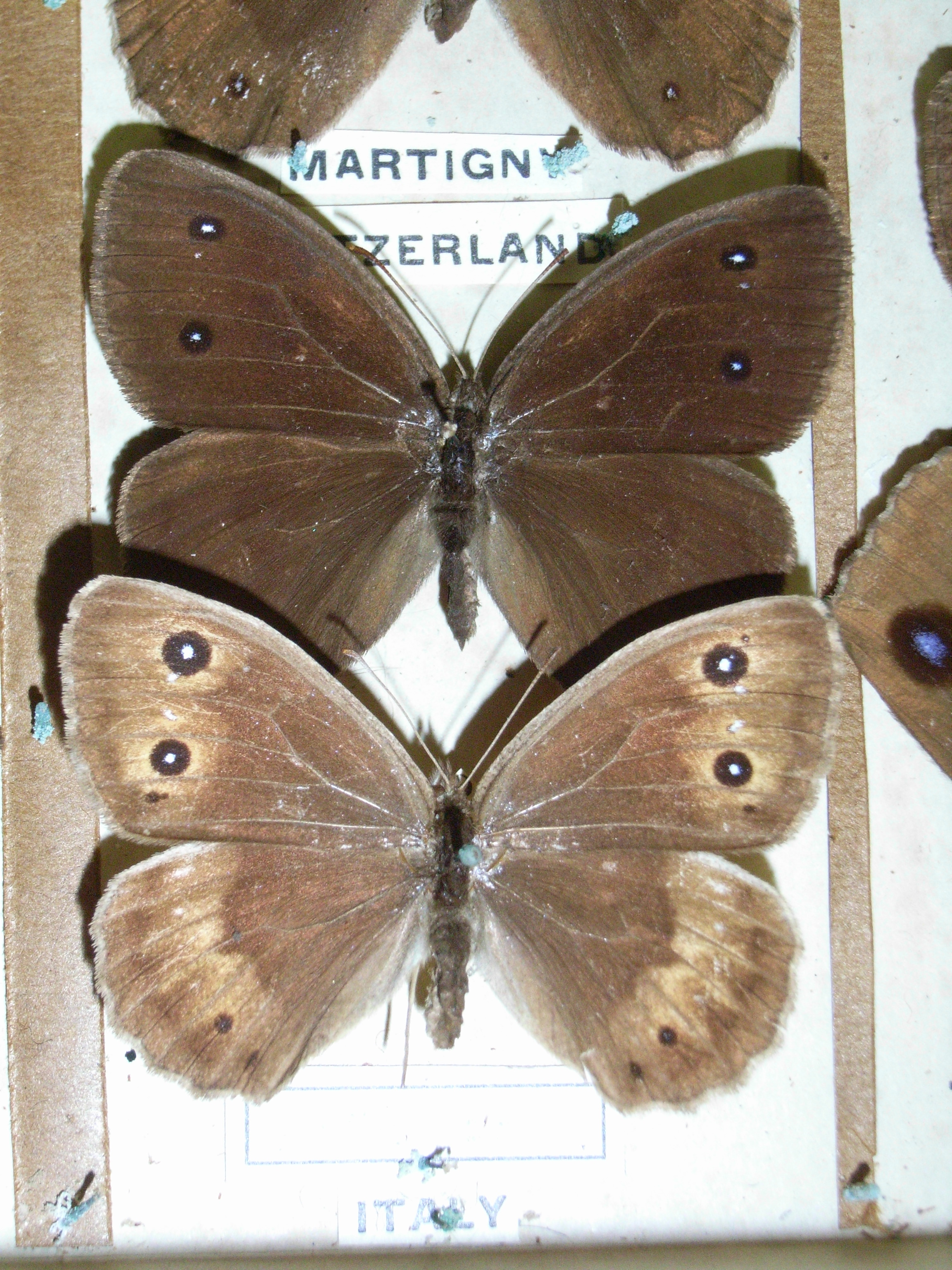
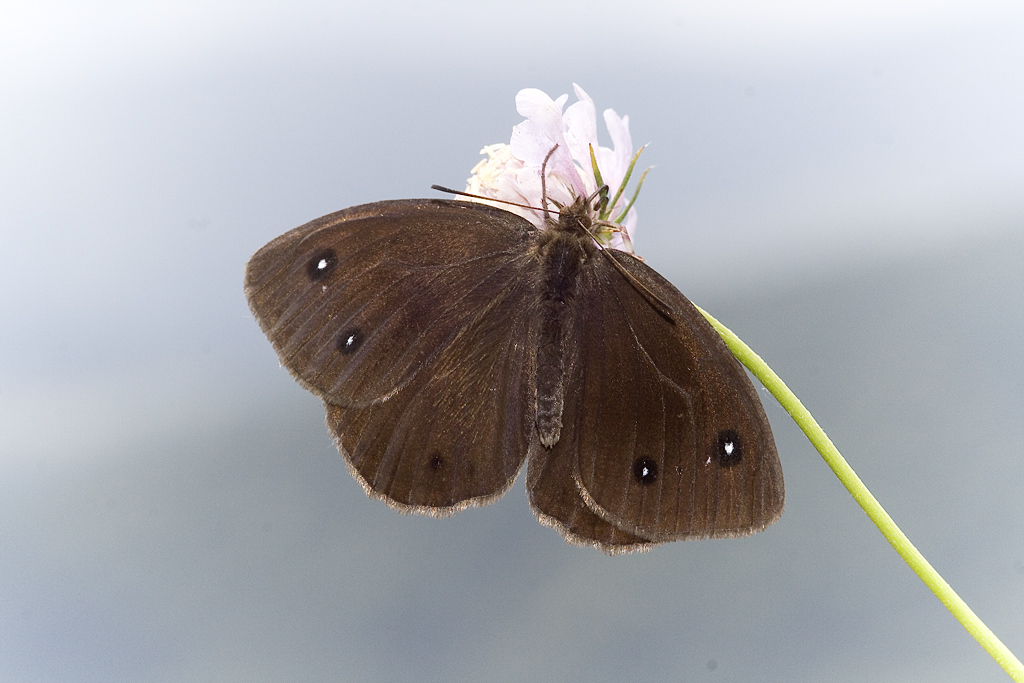
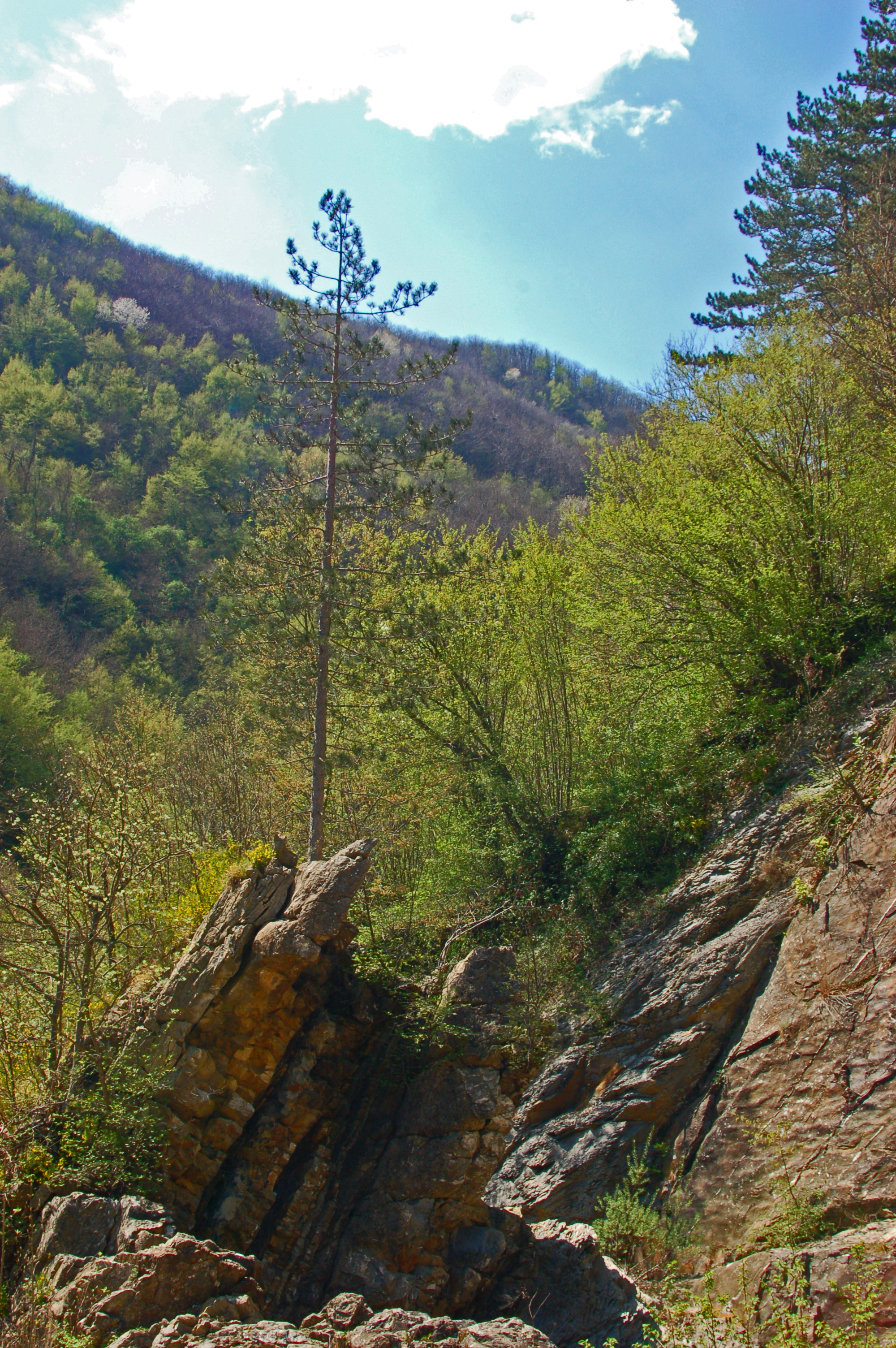